# Стручкова Раїса Степанівна
Стручкова Раїса Степанівна (5 жовтня 1925, Москва — 2 травня 2005, Москва) — російська радянська артистка балету, Народна артистка СРСР (1959).

## Біографія
Раїса Стручкова народилася 5 жовтня 1925 року в Москві в робітничій сім'ї. В 1935 році вона вступила до Московського хореографічного училища, у клас видатного балетного педагога Єлизавети Павлівни Гердт. У роки  німецько-радянської війни училище було евакуйоване у Васильсурськ, але й там тривали заняття.
В 1944 році Раїса Стручкова закінчила училище і була прийнята в трупу Большого театру. Першу велику роль Лізи («Даремна обережність») виконала на сцені в 1945 році. З 1945 по 1978 рік була солісткою Великого театру. На сцені Великого Стручкова була основною дублеркою Галини Уланової, але молода балерина не бажала повторювати видатну попередницю. Вона прагнула затверджувати на сцені свій виконавський стиль, своє бачення образу, своє розуміння характеру тієї чи іншої героїні. В 1947 році вона виконала роль Попелюшки в однойменному балеті, в 1960 році, був знятий фільм «Кришталевий черевичок», який того ж року отримав головний приз на фестивалі фільмів-балетів у Канаді.
Закінчивши сценічну діяльність, з 1978 року була балетмейстером-репетитором Большого театру, професором ГІТІСа, з 1981 по 1995 головним редактором журналу «Радянський балет» (з 1992 «Балет»). З 1995 року Стручкова була художнім керівником кафедри хореографії РАТІ.
Померла в Москві 2 травня 2005 року. Похована на Введенському кладовищі поруч з чоловіком — Олександром Олександровичем Лапаурі, загиблим в автомобільній катастрофі.

## Нагороди
- Орден «За заслуги перед Вітчизною» IV ступеня (23 жовтня 2000) — за великий внесок у розвиток вітчизняного хореографічного мистецтва[6]
- Орден Пошани (6 січня 1995) — за заслуги перед державою, успіхи, досягнуті у праці, науці, культурі, мистецтві, великий внесок у розвиток дружби і співпраці між народами[7]
- Орден Леніна
- Орден Жовтневої Революції
- Два Ордени Трудового Червоного Прапора

В 2000 у їй присуджено Велика золота медаль Міжнародної педагогічної академії за досягнення в галузі освіти, культури і науки. Іменем Раїси стручкової названо астероїд 9176.